# Plymouth Sundance
El Plymouth Sundance va ser un cotxe de tipus compacte, compact, fabricat per Chrysler i venut sota la marca Plymouth els anys 1987 a 1994. Plymouth el va crear per a competir contra els Geo Prizm, Ford Escort i Honda Civic.
El Sundance va fabricar-se a les plantes de Sterling Heights, Michigan i Toluca, Mèxic, i substitueix al Plymouth Turismo.

## Informació general

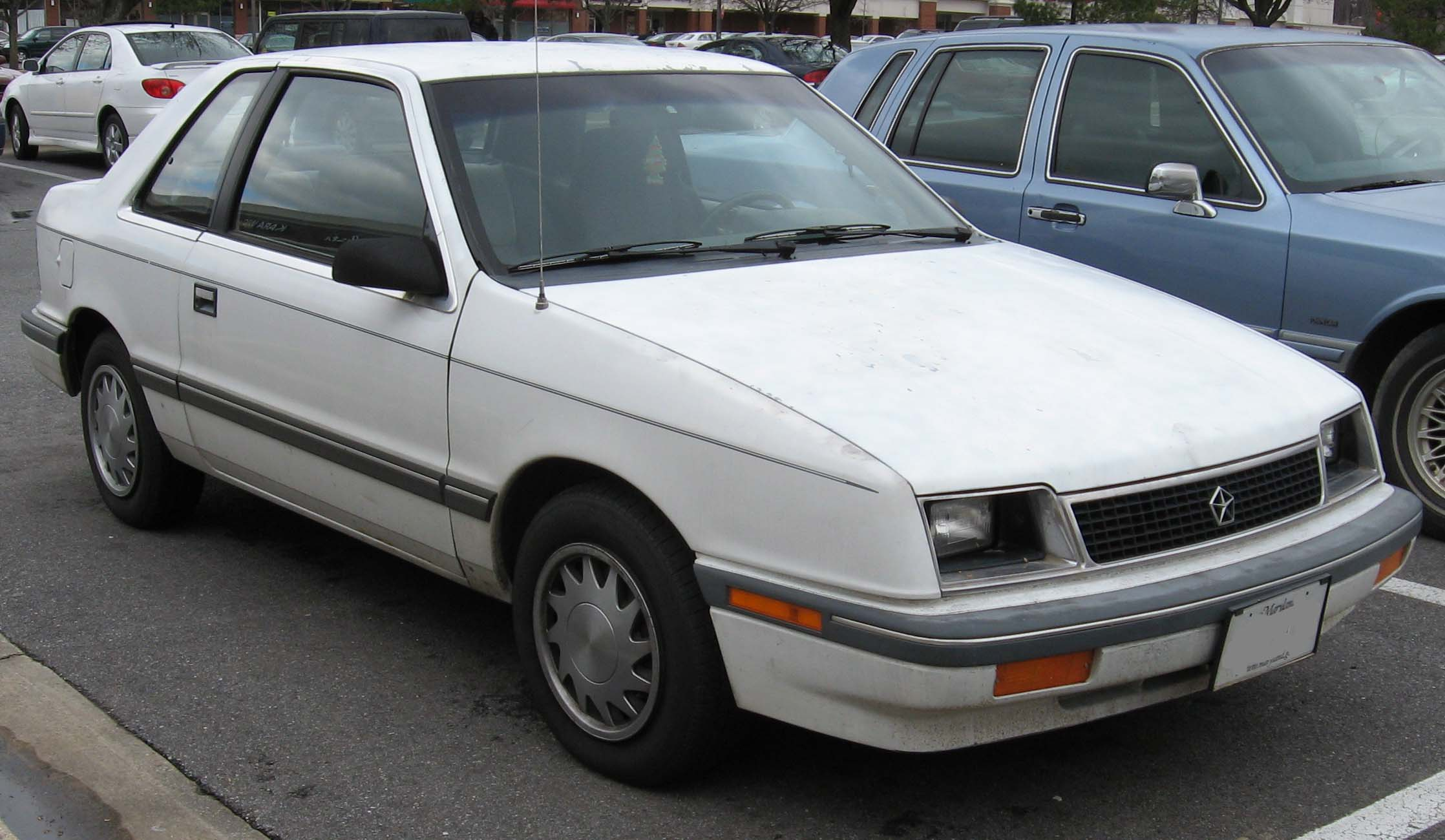
Plymouth Sundance coupe del 1987-1990

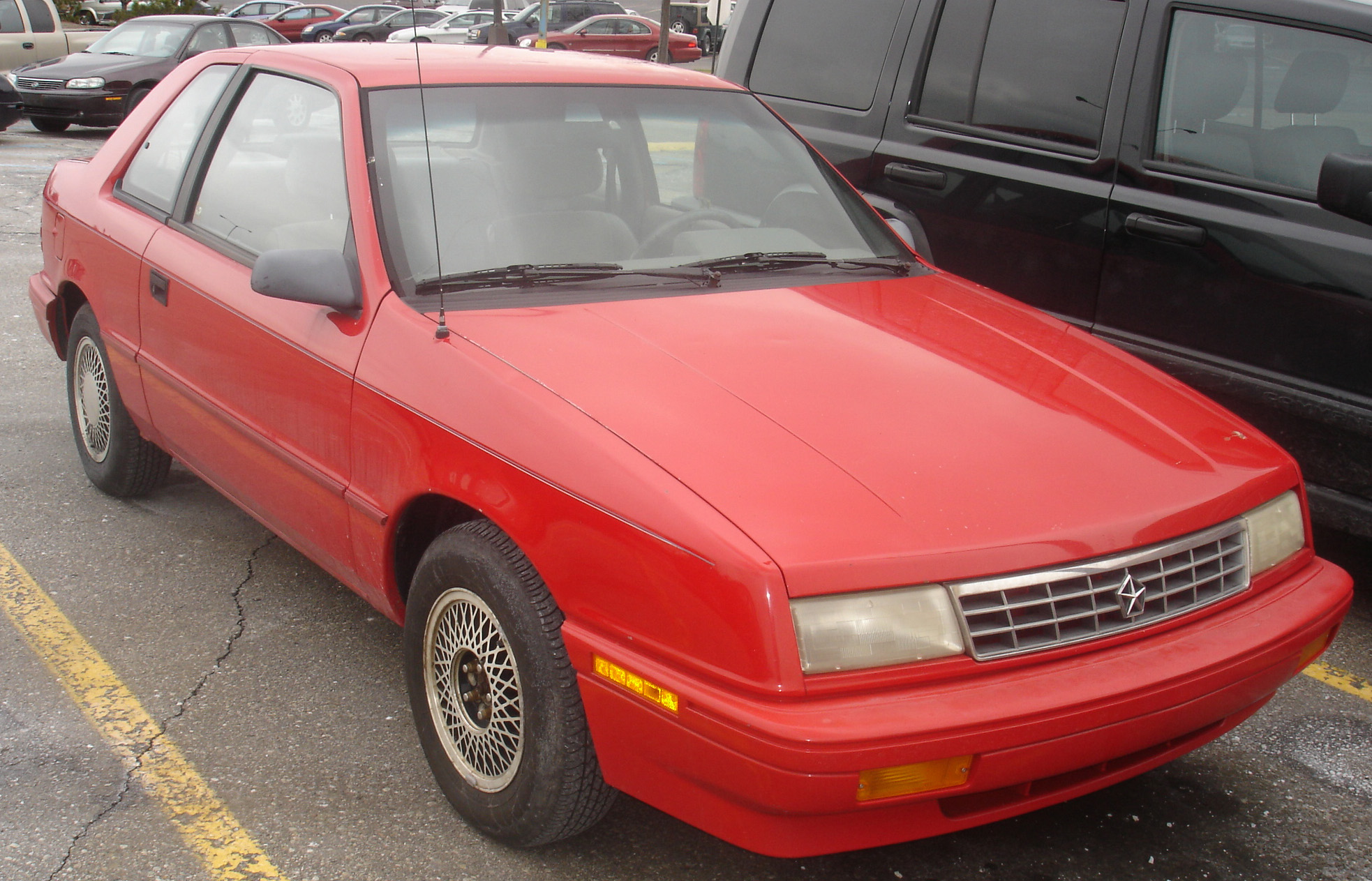
Plymouth Sundance coupe del 1994

Batalla (Wheelbase): 2,468 m (97.2 in)
Llargada (Length): 4,366 m (171.9 in)
Amplada (Width): 1,706 m (67.3 in)
Alçada (Height): 1,348 m (53.1 in)
Pes (Curb weight): 1215 kg (5 portes)
D'aspecte similar al Dodge Shadow, de fet comparteixen el mateix xassís Chrysler P i va oferir-se en una versió amb porta posterior de 3 i 5 portes. A diferència del Shadow, pràcticament tots els Plymouth van vendre's sota la marca de Chrysler i la versió descapotable no va comercialitzar-se amb el nom de Plymouth i sí amb el nom de Chrysler LeBaron.
A simple vista el Sundance sembla un sedan o un coupe. En realitat es tracta d'un efecte òptic perquè el Sundance era hatchback. Aquest fet Chrysler el va considerar com una opció especial: "Hidden hatchback versatility". El seu portaequipatges era de gran capacitat, el seu disseny era agradable, mecàniques fiables i diferents paquets d'opcions van fer al Sundance un cotxe popular, fins i tot després de deixar de fabricar-se.
El xassís Chrysler P deriva de la plataforma Chrysler K. Aquest fet li dona al Sundance una suspensió esportiva i uns seients de major comoditat. El Sundance va ser modificat per proporcionar confort i el Shadow per major prestacions, encara que la diferència entre ambdós era poca. Les diferències estètiques entre ambdós estan en la graella "eggcrate" del Plymouth.

### Acabats (paquets)
- RS - 1987-1991
- Highline - 1987-1992
- America - 1991-1992
- Duster - 1992-1994
- Base - 1993 - 1994

L'últim Sundance va sortir de la fàbrica el 9 de març del 1994. El Plymouth Neon va substituir-lo.

### Motors i transmissions

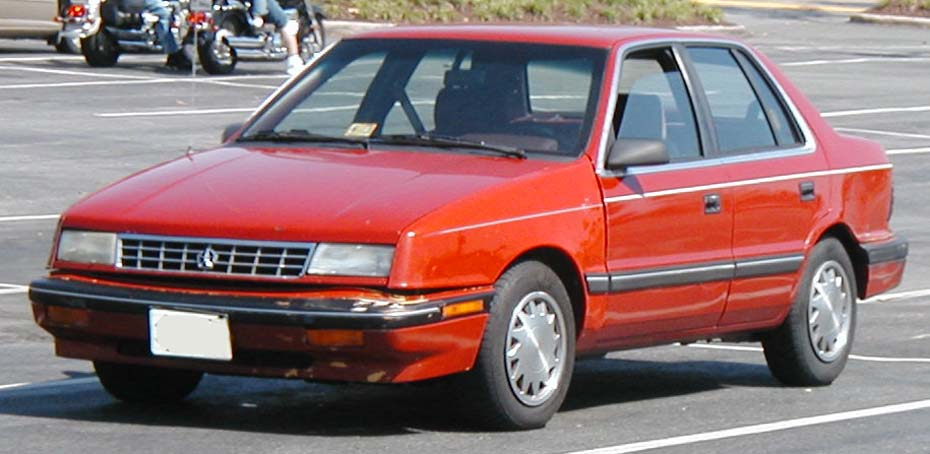
Plymouth Sundance del 1990-1994

El Sundance gaudeix d'un ampli ventall de mecàniques i una petita selecció de transmissions.
Automàtica de 3 velocitats: Torqueflite A413
Automàtica de 4 velocitats: Ultradrive A604
Manual de 5 velocitats
| Any       | Motor                           | Potència | Torsió   |
| --------- | ------------------------------- | -------- | -------- |
| 1987-1993 | 2.2 L Chrysler K 2.2 TBI I4     | 93 cv    | 165 N·m  |
| 1987-1988 | 2.2 L Chrysler K 2.2 Turbo I I4 | 146 cv   | 230d N·m |
| 1988-1994 | 2.5 L Chrysler K 2.5 TBI I4     | 100 cv   | 184 N·m  |
| 1988–1992 | 2.5 L Chrysler K 2.5 Turbo I4   | 150 cv   | 250 N·m  |
| 1992-1994 | 3.0 L Motor Mitsubishi 6G V6    | 141 cv   | 231 N·m  |

El motor V6 estava reservat l'acabat "Duster". El Motor 2.2L Turbo II de 174 cv i 237 N·m va ser disponible únicament a Mèxic, així com les versions dels motors 2.2 i 2.5 amb sistema MPFI.
El Sundance a més va ser un cotxe força segur gràcies a la versió estàndard incloïa airbag de conductor. La NHTSA el 1993 va donar 4 estrelles al xoc frontal pel conductor i 5 estrelles per al passatger.

## Plymouth Sundance Duster

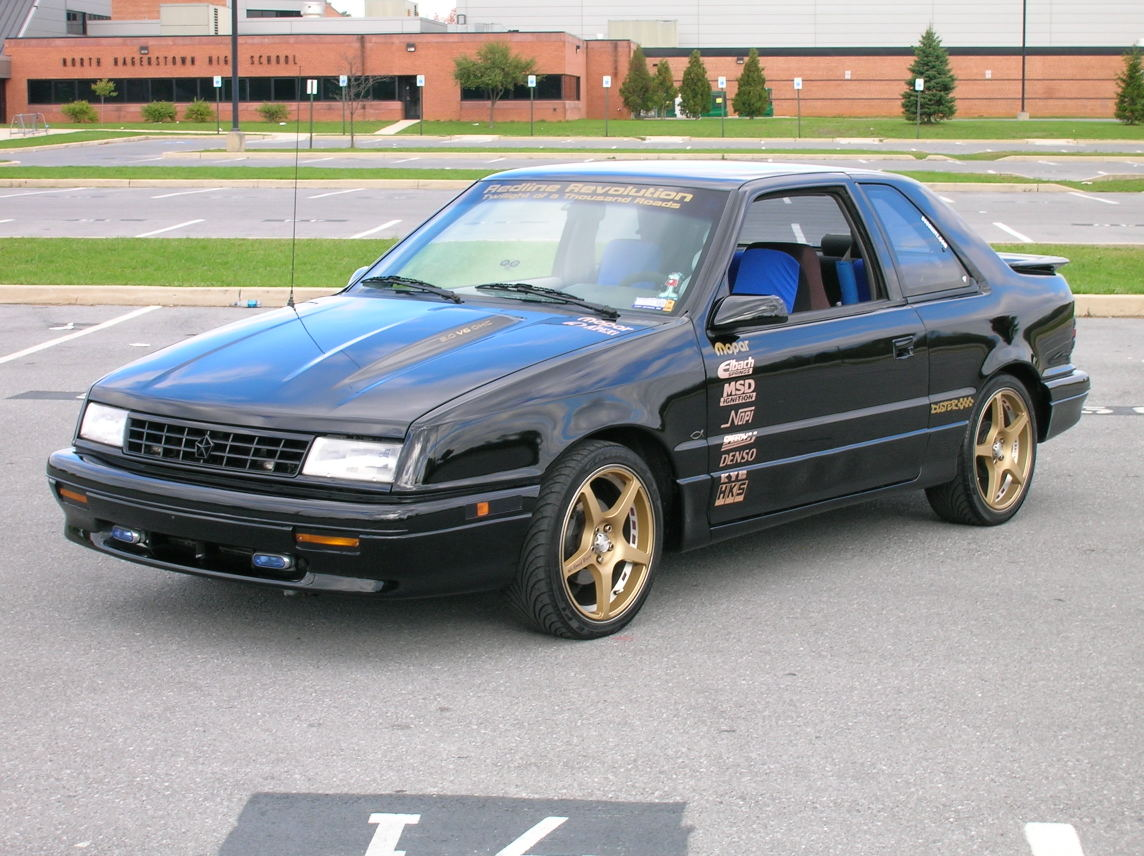
Plymouth Duster modificat

Plymouth va reviure de nou el nom "Duster" en la seva gamma. La versió que equipa el motor 3.0L Motor Mitsubishi 6G V6 per al Sundance els anys 1992-1994. Aquest paquet inclou llantes d'alumini, paquet visual Duster i altres components, a part del citat motor.
L'ús d'aquest nom va ser criticat perquè el vehicle no estava a l'altura del Duster, malgrat oferís una bona potència i agilitat a un preu baix: aquests motius van ser usats per Chrysler per justificar el nom de "Duster".
El Duster accelera de 0-60 mph (0–96 km/h) en 8,4 s i cobria el quart de milla (400 m) en 16,3 s .